# Чък Лидел
Чарлз Дейвид „Чък“ Лидел (на английски език – Charles David „Chuck“ Liddell) е американски ММА боец, бивш Световен шампион в лека тежка категория на шампионата UFC. Лидел е един от най-популярните бойци от шампионата UFC, като практикува Кемпо, Карате и Кикбоксинг, както и граплинг борба и бразилското джиу-джицу. Професионален състезател е от 1998 г. до 2010 г. Лидел има рекорд от 30 двубоя в ММА, като е спечелил 21 и има 9 загуби.
На 10 юли 2009 г. той бе въведен в Залата на славата на UFC.